# Alain Guesnier
Pour les articles homonymes, voir Guesnier.
Alain Guesnier, né le 25 septembre 1952 à Bourg-la-Reine et mort le 9 février 2018 dans le 19e arrondissement de Paris ,, est un réalisateur et producteur français.

## Biographie
Alain Guesnier signe en 1978 son premier court métrage, Noces noires, produit par le GREC. Il fonde la même année une société de production, Forum Films.

## Filmographie

### Courts métrages
- 1978 : Noces noires
- 1980 : Adieu Pyrénées (coréalisatrice : Annie Tresgot)
- 1982 : En cherchant Émile
- 2002 : Viens voir ma boutique de Daisy Lamothe (producteur)
- 2010 : Souvenirs d'un vieil enfant (TV)

### Longs métrages
- 1989 : Variétés
- 1991 : Le Cri du cochon
- 1998 : Le serpent a mangé la grenouille
- 2002 : Va, petite !
- 2012 : Low Life de Nicolas Klotz (producteur)